# Buffalo Soldiers (film)
Buffalo Soldiers – brytyjsko-niemiecki komediodramat z 2001 roku w reżyserii Gregora Jordana, stanowiąca zgryźliwą satyrę na Siły Zbrojne Stanów Zjednoczonych. Scenariusz oparto na książce Roberta O’Connora. W roli głównej wystąpił Joaquin Phoenix.
Tytuł nawiązuje do członków 10th Cavalry Regiment, jednostki United States Army.

## Fabuła
Amerykańska baza wojskowa w Stuttgarcie, w Niemczech Zachodnich, październik roku 1989. Błogostan żołnierzy-imprezowiczów, niestroniących od wszelkich używek, zbliża się ku końcowi wraz z przybyciem do bazy sierżanta Lee, który ma zaprowadzić w jednostce radykalne porządki. Zaopatrzeniowiec Ray Elwood, któremu lenistwo jest w zupełności na rękę, w akcie zemsty uwodzi córkę sierżanta, piękną Robyn.

## Obsada
| Aktor              | Rola               |
| ------------------ | ------------------ |
| Joaquin Phoenix    | Ray Elwood         |
| Ed Harris          | pułkownik Berman   |
| Scott Glenn        | sierżant Lee       |
| Anna Paquin        | Robyn Lee          |
| Haluk Bilginer     | Turek              |
| Elizabeth McGovern | pani Berman        |
| Michael Peña       | Garcia             |
| Leon Robinson      | Stoney             |
| Gabriel Mann       | Knoll              |
| Dean Stockwell     | generał Lancaster  |
| Brian Delate       | pułkownik Marshall |
| Shiek Mahmud-Bey   | sierżant Saad      |
| Kick Gurry         | Video              |

## Produkcja
Zdjęcia kręcono w Badenii-Wirtembergii (Pforzheim, Siegelsbach, Mannheim, Baden-Baden, Karlsruhe, Königsbach-Stein) oraz w Nadrenii-Palatynacie (Jockgrim).